# Ковешніков Володимир Георгійович
Володимир Георгійович Ковешніков (8 листопада 1931, м. Борисоглєбськ Воронезької області — 17 травня 2015, м.Рубіжне Луганська область) — український вчений-анатом, доктор медичних наук (1972), професор (1973), ректор ДЗ "Луганський державний медичний університет" (1984–2003), академік Академії наук Вищої школи України (1994), заслужений діяч науки і техніки України (1990), Лауреат Державної премії України в галузі науки та техніки (2000), академік Всесвітньої академії медицини Альберта Швейцера (1991), академік Академії наук вищої школи України (1994), академік Польської академії медицини (1998).

## Життєпис
| Текст вилучений зі статті через підозру в порушенні авторських прав |
| --- |
| Текст, що раніше перебував на цій сторінці, запідозрено в порушенні авторських прав на текст із таких джерел: http://umorpha.inf.ua/Pipl/Kovesh.html Дата, коли було знайдено порушення: 30 листопада 2021. Тому, хто повісив цей шаблон: На сторінку обговорення користувача, який розмістив цю статтю, варто додати повідомлення {{subst:nothanks cv\|Ковешніков Володимир Георгійович\|url=http://umorpha.inf.ua/Pipl/Kovesh.html. |
| До уваги користувача, який розмістив цю статтю Не редагуйте статтю зараз, навіть якщо ви збираєтеся її переписати. Дотримуйтесь вказівок нижче. - Якщо власник авторських прав на зазначений вище матеріал дозволяє використовувати його на умовах GNU FDL без незмінюваних секцій та Creative Commons із зазначенням автора / розповсюдження на тих самих умовах, будь ласка, сповістіть про це на сторінці обговорення цієї статті. - Якщо правовласником є ви, додайте на зазначеному вище ресурсі примітку: «Матеріали дозволено використовувати на умовах GNU FDL без незмінюваних секцій та Creative Commons із зазначенням автора / розповсюдження на тих самих умовах». - Якщо дозволу на використання цього матеріалу немає, будь ласка, зробіть одне з двох: 1. Напишіть хоча б гарний накид статті на цій підсторінці. Зверніть увагу: не треба копіювати текст, що порушує авторські права, на зазначену підсторінку й редагувати його. Якщо ви взялися за написання нової статті, не забудьте сповістити про це на сторінці обговорення. 2. Залиште все як є, і тоді статтю буде вилучено. У випадку, якщо новий текст написано не буде, цю статтю буде вилучено через тиждень після появи цього попередження (детальніше див. документацію шаблону). Вихідний текст цієї статті з можливим порушенням копірайту можна знайти в історії змін. Зверніть увагу, що розміщення у Вікіпедії матеріалів, автор яких не надав явного дозволу на їхнє використання відповідно до ліцензії GNU FDL без незмінюваних секцій та Creative Commons із зазначенням автора / розповсюдження на тих самих умовах, може бути порушенням законів про авторське право. Користувачів, які додають до Вікіпедії такі матеріали, може бути тимчасово позбавлено права редагувати статті. Попри все, ми завжди раді вашим оригінальним статтям. Дякуємо. Цю сторінку внесено до категорії Вікіпедія:Можливе порушення авторських прав. |

У перші роки особлива увага була приділена створенню необхідної бази для організації ефективного навчального процесу і наукових досліджень. У 1997 році кафедра отримала нові приміщення в навчальному корпусі, збудованому з урахуванням спеціальних санітарно-епідеміологічних вимог. Були відкриті нові факультети: стоматологічний, фармацевтичний, медсестер-бакалаврів. Створені оптимальні умови для проведення наукових досліджень: гістологічна, морфологічна, електронно-мікроскопічна лабораторії, віварій. Щорічно на базі кафедри проводилися науково-практичні конференції "Морфогенез кісткової, імунної та ендокринної систем організму в умовах промислового регіону", "Біомінерологія". У 1998 році в Луганську проводився II Національний конгрес анатомів, гістологів, ембріологів та топографоанатомів, на якому професора Ковешнікова В.Г. було обрано Головою наукового товариства АГЕТ України.
Володимир Георгійович приділяв увагу розширенню анатомічного музею, започаткованого професором Полянкіним М.Я. Кожного року музей поповнювався 30-40 новими препаратами з усіх розділів анатомії. В музейну справу були вправаджені уніфіковані методи виготовлення музейних препаратів та їх опис, розроблені основи сучасної музейної техніки.
З 2010 року Ковешніков В.Г. працював професором кафедри анатомії Луганського державного медичного університету.
Державний заклад "Луганський державний медичний університет" у м.Рубіжне Луганської області був евакуйований з м. Луганська до м. Рубіжне, на час проведення ООС, згідно з наказом Міністерства охорони здоров'я України від 21.11.2014, № 875 "Про організацію діяльності Луганського державного медичного університету". Володимир Георгійович Ковешніков з першого дня відродження українського університете в м. Рубіжне Луганської області і до останнього дня був зі своїми учнями, які продовжили справу його життя.
Народжений у Росії, більшу частину життя працював в Західній Україні, 30 років віддав університетові Східної України.
Помер 17 травня 2015 року в місті Рубіжне Луганської області. 16 травня 2016 р. у м. Рубіжному під егідою ДЗ "ЛДМУ МОЗ України відбулося відкриття пам'ятника Володимиру Георгійовичу Ковешнікову.

## Наукова і громадська діяльність
Володимир Георгійович є автором понад 600 наукових публікацій та 20 монографій і підручників, зокрема:
- "Словник термінів та понять з анатомії людини" (1980)
- "Медична антропологія" (1992)
- "Скелетні тканини" (2000)
- "Міжнародна анатомічна номенклатура" (2001), за редакцією Ковешнікова В.Г. (спільно з І.І.Бобриком)) (2001)
- "Фізіологія з основами анатомії людини", за редакцією Ковешнікова В.Г. (спільно з В.О.Савро) (2003)
- "Анатомія людини" у 3-х томах (за редакцією В.Г.Ковешнікова українською, російською та англійською мовами) (2005–2008)
- "Анатомія людини з клінічним аспектом" (спільно з Федонюк Я.І., Пікалюк В.С. та інші) (2009)

Мав 8 винаходів та 11 раціоналізаторських пропозицій. Підготував 53 кандидатів медичних наук. Був науковим консультантом 18 докторських дисертацій.
Володимир Георгійович був обраний Президентом Українського та головою Луганського обласного відділення (1984–2015) наукового суспільства анатомів, гістологів, ембріологів та топографоанатомів, головою спеціалізованої захисної ради по захисту докторських (кандидатських) дисертацій (Луганськ), членом спеціалізованої Ради по захисту докторських дисертацій (Харків). Засновник "Українського медичного альманаху" (2003), член редколегії журналів: "Морфологія" (Санкт-Петербург), "Проблеми остеології" (Київ), "Вісник морфології" (Вінниця).
За досягнення у науковій діяльності Володимир Георгійович Ковешніков у 1990 році отримав почесне звання заслуженого діяча науки та техніки України. Комплекс наукових робіт, які вчений виконував разом з колективом учених університету, присвячених розробкам та впровадженням систем життєвого забезпечення за умов техногенних аварій та катастроф, одержав Державну премію України в галузі науки та техніки (2000).
Наукову та педагогічну працю поєднував з активною громадською діяльністю. Обирався депутатом районної, міської та обласної рад. Був членом Координаційної Ради Всеукраїнського антикорупційного форуму, головою обласного відділення Дитячего фонду.

## Вшанування пам'яті
Студентське наукове товариство ім. В.Г. Ковешнікова ДЗ "Луганський державний медичний університет" створено для студентів, зацікавлених в поглибленні своїх знань, організаційній та науково-дослідницькій роботі.
16–17 листопада 2017 року з нагоди 25-річчя Сумського державного університету відбулась науково-методична конференція "Перспективи розвитку медичної науки і освіти". В рамках конференції відбулися пленарні засідання "Сучасні виклики морфологічних досліджень", присвячені пам'яті професора Ковешнікова В.Г.

## Відзнаки
За плідну працю Володимир Георгійович нагороджений Грамотою Президента України, грамотами Міністерства охорони здоров'я України, Малою і Великою Золотою медаллю Альберта Швейцера, орденом "За Заслуги" III ступеня. Удостоєний почесних знаків: "Відмінник охорони здоров'я", "Відмінник вищої школи". Лауреат Державної премії України в галузі науки і техніки (2000). Почесне звання "Почесний професор Тернопільського національного медичного університету імені І.Я. Горбачевського". Почесний громадянин Луганська з вересня 2001 року.

## Родина
Обидва його сини стали лікарями, продовжили справу Володимира Георгійовича. Син – Ковешніков Олександр Володимирович лікар вищої категорії, лікар-хірург, лікар-момолог, кандидат медичних наук, доцент, автор 50 наукових праць з різних питань хірургії. Працює у медичному центрі Медікавер Львова.   